# Rolf Swedberg
Rolf Per Fritz Swedberg, född 14 december 1927 i Luleå, död 2008, var en svensk konstnär verksam som målare, skulptör, grafiker, tecknare och tenngjutare.
Han var son till rektorn Fritz Swedberg och Hermine Tanzinger och från 1951 gift med sköterskan Kerstin Öberg. Swedberg var bosatt i Stockholm sedan 1946 och studerade vid Otte Skölds målarskola 1947–1948 och vid Konsthögskolan 1948–1950  samt självstudier under resor till Frankrike och Danmark. Han tilldelades ett stipendium ur Sääöfs fond från Konstakademien 1961 och ett större statligt arbetsstipendium 1966–1967. De första åren efter studietiden växlade hans stil mellan en stiliserad realism och ett halvt  abstrakt nonfigurativt måleri. I slutet av 1950-talet sker en utveckling mot ett mer personligt och virilt måleri i nära kontakt med naturen och med djupare färger. Tillsammans med Emil Antman och Erik Marklund ställde han ut i Luleå 1945 och tillsammans med Bengt Amundin i Linköping 1960 samt med John Thorgren i Boden 1962. Separat ställde han ut på Färg och Form, Lilla galleriet, Gummesons konsthall i Stockholm och i Landskrona, Kalix, Västerås och Uddevalla samt ett 10-tal gånger i Luleå. Han medverkade i Nationalmuseums utställning Unga tecknare 1948–1951, Sveriges allmänna konstförenings vårsalonger i Stockholm, Liljevalchs Stockholmssalonger och Svenska konstnärernas förenings utställningar i Stockholm. Bland hans offentliga uppdrag får man räkna de utsmyckningar som han utförde ombord på M/S Kungsholm och en svit med fyra målningar på Luleå stadshotell. Han var huvudlärare i måleri vid Konstskolan Idun Lovén 1971–1975 och gästlärare vid Valand, Göteborg 1976. Hans konst består av bland annat naturskildringar från Österlenkusten i Skåne samt Lofoten i Norge. Swedberg är representerad vid Nationalmuseum, Kalmar konstmuseum, Gustaf VI Adolfs samling, Norrbottens museum.